# Genetyka zachowania
Genetyka zachowania (lub genetyka behawioralna, ang.: behavioural genetics) – nauka, zajmująca się badaniem nad wpływem, który wywierają geny na zachowanie ludzi i zwierząt. Za założyciela tej dyscypliny naukowej uchodzi Francis Galton.